# Михайловский район (Курская область)
Миха́йловский райо́н — упразднённая административно-территориальная единица, существовавшая в составе Центрально-Чернозёмной (1928—1930) и Курской (1935—1963) областей РСФСР.
Административным центром была слобода Михайловка.

## География
Располагался на северо-западе Курской области. На севере и северо-востоке граничил с Орловской областью, на юго-востоке — с Верхнелюбажским и Фатежским районами, на юге — с Конышёвским районом, на западе и юго-западе — с Дмитриевским районом Курской области. К моменту упразднения площадь района составляла около 900 км². В настоящее время территория Михайловского района полностью включена в состав Железногорского района.

## История
Михайловский район был образован 12 сентября 1928 года в составе Льговского округа Центрально-Чернозёмной области. Район был сформирован на базе бывшей Михайловской волости Льговского (Дмитриевского) уезда. В его состав вошла южная часть Дмитровского уезда Орловской губернии и северо-восток Дмитриевского уезда Курской губернии. В состав района вошли 23 сельсовета: Ажовский, Веретенинский, Волковский, Городновский, Гремяченский, Жидеевский, Злобинский, Киликинский, Клишинский, Копёнский, Курбакинский, Лубошевский, Лужковский, Макаровский, Михайловский, Разветьевский, Расторогский, Ратмановский, Рышковский, Старобузский, Трояновский, Трубиченский, Фоминский. В 1929 году из частей Веретенинского и Курбакинского сельсоветов был выделен Остаповский сельсовет.
23 июля 1930 года Льговский округ был упразднён и Михайловский район перешёл в непосредственное подчинение областному центру — Воронежу. 28 сентября  1930 года район был упразднён, его сельсоветы были переданы в соседние Дмитриевский и Фатежский районы. 18 января 1935 года Михайловский район был восстановлен и с этого момента находился в составе Курской области.
Во время Великой Отечественной войны, с 19 октября 1941 года по 16 февраля 1943 года, территория района находилась в зоне немецко-фашистской оккупации. С ноября 1941 года по февраль 1943 года — в составе Локотской республики. В октябре 1942 года в ходе карательной операции «Белый Медведь» фашисты уничтожили несколько посёлков, располагавшихся на территории района: Большой Дуб, Бугры, Звезда, Комарой, Погорелый, Холстинка. Некоторые из них впоследствии так и не восстановились.
В 1954 году был упразднён Трубиченский сельсовет. Его территория была разделена между Разветьевским и Трояновским сельсоветами.
В 1955 году на территории района действовал 31 колхоз и 3 машинно-тракторные станции: Копёнская (с. Андросово), Михайловская (с. Карманово), и Разветьевская (с. Разветье).
В 1957 году на территории района началась разработка Михайловского железорудного месторождения. В том же году был основан посёлок Октябрьский — будущий город Железногорск.
В 1959 году был упразднён Веретенинский сельсовет. Его территория была разделена между Михайловским сельсоветом и восстановленным в том же году Остаповским сельсоветом.
1 февраля 1963 года Михайловский район был упразднён путём присоединения к Дмитриевскому району. Железногорск при этом был выделен из состава района и получил статус города областного подчинения.
В 1965 году на территории бывшего Михайловского района был создан Железногорский район.

## Административно-территориальное деление
К моменту упразднения в 1963 году в состав района входил город районного подчинения Железногорск и 13 сельсоветов:
| №  | Сельсовет        | Административный центр |
| -- | ---------------- | ---------------------- |
| 1  | Андросовский     | с. Андросово           |
| 2  | Большебобровский | с. Большебоброво       |
| 3  | Волковский       | с. Волково             |
| 4  | Гремяченский     | д. Гремячье            |
| 5  | Курбакинский     | д. Курбакино           |
| 6  | Михайловский     | сл. Михайловка         |
| 7  | Остаповский      | д. Остапово            |
| 8  | Погорельцевский  | с. Погорельцево        |
| 9  | Разветьевский    | с. Разветье            |
| 10 | Расторогский     | с. Расторог            |
| 11 | Рышковский       | с. Рышково             |
| 12 | Старобузский     | д. Старый Бузец        |
| 13 | Трояновский      | с. Трояново            |

## Население
| Годы      | 1939   | 1959   |
| --------- | ------ | ------ |
| Население | 40 079 | 36 778 |